# Parijs-Nice 2014
De 72e editie van Parijs-Nice was een wielerwedstrijd met de start op 9 maart 2014 vanuit Mantes-la-Jolie naar de finish op 16 maart 2014 in Nice, Anders dan andere jaren was de finish niet op de Col d'Èze, maar gewoon in de stad Nice. De ronde maakte deel uit van de UCI World Tour 2014. De titelverdediger, de Australiër Richie Porte, zei op het laatste moment af om mee te doen aan de Tirreno-Adriatico 2014. De jonge Colombiaan Carlos Alberto Betancur won in deze editie het eindklassement.

## Deelnemende ploegen
| 18 UCI World Tour-ploegen | 18 UCI World Tour-ploegen | 18 UCI World Tour-ploegen | 3 wildcards                  |
| ------------------------- | ------------------------- | ------------------------- | ---------------------------- |
| AG2R La Mondiale          | FDJ.fr                    | Movistar                  | Bretagne-Séché Environnement |
| Astana                    | Garmin Sharp              | Omega Pharma-Quick-Step   | Cofidis                      |
| Belkin                    | Giant-Shimano             | Orica-GreenEdge           | IAM Cycling                  |
| BMC Racing Team           | Lampre-Merida             | Sky ProCycling            |                              |
| Cannondale                | Lotto-Belisol             | Tinkoff-Saxo              |                              |
| Europcar                  | Katjoesja                 | Trek Factory Racing       |                              |
|                           |                           |                           |                              |

## Startlijst
| Sky ProCycling | Team Garmin-Sharp | AG2R-La Mondiale |
| - 1. Geraint Thomas - 2. Edvald Boasson Hagen - 3. Vasil Kiryjenka - 4. Christian Knees - 5. David López García - 6. Gabriel Rasch - 7. Luke Rowe - 8. Xabier Zandio                              | - 11. Tom-Jelte Slagter - 12. André Cardoso - 13. Tyler Farrar - 14. Alex Howes - 15. Sebastian Langeveld - 16. Ramūnas Navardauskas - 17. Steele Von Hoff - 18. Fabian Wegmann            | - 21. Romain Bardet - 22. Carlos Alberto Betancur - 23. Maxime Bouet - 24. Mikaël Cherel - 25. Samuel Dumoulin - 26. Sébastien Minard - 27. Sébastien Turgot - 28. Alexis Vuillermoz     |
| BMC Racing Team | IAM Cycling | Orica-GreenEdge |
| - 31. Tejay van Garderen - 32. Steven Cummings - 33. Thor Hushovd - 34. Amaël Moinard - 35. Taylor Phinney - 36. Peter Stetina - 37. Greg Van Avermaet - 38. Peter Velits                         | - 41. Sylvain Chavanel - 42. Stefan Denifl - 43. Mathias Frank - 44. Sébastien Hinault - 45. Kevyn Ista - 46. Jérôme Pineau - 47. Sébastien Reichenbach - 48. Aleksejs Saramotins          | - 51. Simon Gerrans - 52. Michael Albasini - 53. Mitchell Docker - 54. Matthew Goss - 55. Mathew Hayman - 56. Jens Keukeleire - 57. Michael Matthews - 58. Simon Yates                   |
| Lampre-Merida | Astana | Lotto-Belisol |
| - 61. Rui Costa - 62. Matteo Bono - 63. Mattia Cattaneo - 64. Elia Favilli - 65. Przemysław Niemiec - 66. José Serpa - 67. Nélson Oliveira - 68. Luca Wackermann                                  | - 71. Vincenzo Nibali - 72. Valerio Agnoli - 73. Borut Božič - 74. Jakob Fuglsang - 75. Enrico Gasparotto - 76. Francesco Gavazzi - 77. Alessandro Vanotti - 78. Lieuwe Westra             | - 81. Tony Gallopin - 82. Sander Armée - 83. Lars Ytting Bak - 84. Kris Boeckmans - 85. Pim Ligthart - 86. Maxime Monfort - 87. Jelle Vanendert - 88. Tim Wellens                        |
| FDJ.fr | Omega Pharma-Quick-Step | Belkin Pro Cycling |
| - 91. Arthur Vichot - 92. Nacer Bouhanni - 93. Sébastien Chavanel - 94. Anthony Geslin - 95. Arnold Jeannesson - 96. Cédric Pineau - 97. Geoffrey Soupe - 98. Benoît Vaugrenard                   | - 101. Tom Boonen - 102. Jan Bakelants - 103. Nikolas Maes - 104. Gianni Meersman - 105. Gert Steegmans - 106. Zdeněk Štybar - 107. Niki Terpstra - 108. Stijn Vandenbergh                 | - 111. Lars Boom - 112. Jetse Bol - 113. Jonathan Hivert - 114. Moreno Hofland - 115. Wilco Kelderman - 116. Lars Petter Nordhaug - 117. Jos van Emden - 118. Maarten Wynants            |
| Trek Factory Racing | Team Europcar | Team Movistar |
| - 121. Andy Schleck - 122. Matthew Busche - 123. Laurent Didier - 124. Fabio Felline - 125. Danilo Hondo - 126. Bob Jungels - 127. Grégory Rast - 128. Fränk Schleck                              | - 131. Thomas Voeckler - 132. Giovanni Bernaudeau - 133. Bryan Coquard - 134. Jérôme Cousin - 135. Jimmy Engoulvent - 136. Cyril Gautier - 137. Bryan Nauleau - 138. Perrig Quéméneur      | - 141. Jon Izagirre - 142. Imanol Erviti - 143. John Gadret - 144. José Iván Gutiérrez - 145. Jesús Herrada - 146. Gorka Izagirre - 147. José Joaquín Rojas - 148. Sylwester Szmyd       |
| Katjoesja | Cofidis | Tinkoff-Saxo |
| - 151. Simon Špilak - 152. Sergej Tsjernetski - 153. Vladimir Isajtsjev - 154. Alexander Kristoff - 155. Aljaksandr Koetsjynski - 156. Jegor Silin - 157. Alexej Tsatevitsj - 158. Joeri Trofimov | - 161. Jérôme Coppel - 162. Julien Fouchard - 163. Egoitz García - 164. Cyril Lemoine - 165. Luis Ángel Maté - 166. Adrien Petit - 167. Julien Simon - 168. Romain Zingle                  | - 171. Rafał Majka - 172. Matti Breschel - 173. Karsten Kroon - 174. Marko Kump - 175. Ivan Rovny - 176. Chris Anker Sørensen - 177. Nicki Sørensen - 178. Nikolaj Troesov               |
| Cannondale | Giant-Shimano | Bretagne-Séché Environnement |
| - 181. Alessandro De Marchi - 182. George Bennett - 183. Damiano Caruso - 184. Michel Koch - 185. Marco Marcato - 186. Fabio Sabatini - 187. Cristiano Salerno - 188. Davide Villella             | - 191. John Degenkolb - 192. Bert De Backer - 193. Koen de Kort - 194. Dries Devenyns - 195. Thierry Hupond - 196. Reinardt Janse van Rensburg - 197. Ramon Sinkeldam - 198. Albert Timmer | - 201. Eduardo Sepúlveda - 202. Anthony Delaplace - 203. Brice Feillu - 204. Romain Feillu - 205. Armindo Fonseca - 206. Florian Guillou - 207. Christophe Laborie - 208. Florian Vachon |

## Etappe-overzicht
| Etappe | Datum    | Start                      | Finish                        | Afstand  | Winnaar           | Klassementsleider |
| ------ | -------- | -------------------------- | ----------------------------- | -------- | ----------------- | ----------------- |
| 1e     | 9 maart  | Mantes-la-Jolie            | Mantes-la-Jolie               | 162,5 km | Nacer Bouhanni    | Nacer Bouhanni    |
| 2e     | 10 maart | Rambouillet                | Saint-Georges-sur-Baulche     | 205 km   | Moreno Hofland    | Nacer Bouhanni    |
| 3e     | 11 maart | Toucy                      | Circuit de Nevers Magny-Cours | 180 km   | John Degenkolb    | John Degenkolb    |
| 4e     | 12 maart | Nevers                     | Belleville                    | 201,5 km | Tom-Jelte Slagter | Geraint Thomas    |
| 5e     | 13 maart | Crêches-sur-Saône          | Rive-de-Gier                  | 152,5 km | Carlos Betancurt  | Geraint Thomas    |
| 6e     | 14 maart | Saint-Saturnin-lès-Avignon | Fayence                       | 221,5 km | Carlos Betancurt  | Carlos Betancurt  |
| 7e     | 15 maart | Mougins                    | Biot (Sophia Antipolis)       | 195,5 km | Tom-Jelte Slagter | Carlos Betancurt  |
| 8e     | 16 maart | Nice                       | Nice                          | 128 km   | Arthur Vichot     | Carlos Betancurt  |

## Etappe-uitslagen

### 1e etappe

#### Vooraf
Vandaag wordt één heuvel van 3e categorie beklommen: de Côte de Vert. Hier moeten de renners wel twee maal over. De twee tussensprints zijn, tweemaal in Mantes-la-Jolie. In deze etappe moeten de renners enkele lussen meerdere keren afwerken. Er wordt verwacht dat deze etappe zal uitdraaien op een massasprint. Nacer Bouhanni, John Degenkolb, Tom Boonen, Alexander Kristoff, Tyler Farrar en Bryan Coquard worden aangeduid als potentiële winnaars.

#### Verloop
Christophe Laborie toonde zijn vorm door in het begin van de wedstrijd direct het hazenpad te kiezen. Hij bouwde zijn voorsprong gestaag uit, en kwam als eerste boven op de twee heuvels die meetellen voor de bergpunten, waardoor hij de eerste bergtrui pakte. Verwacht wordt dat hij in de volgende etappes ook voor de bergpunten zal gaan. Op vijftig kilometer van het einde werd Laborie ingelopen. Nadien probeerde bijna geen enkele renner iets te ondernemen, en iedereen leek zich neer te leggen bij een massasprint, waarin de voormalig Franse kampioen Nacer Bouhanni aan het langste eind trok.
| Mantes-la-Jolie - Mantes-la-Jolie (162,5 km) |                    |                         |          |
| Plaats                                       | Naam               | Ploeg                   | Tijd     |
| Winnaar                                      | Nacer Bouhanni     | FDJ.fr                  | 3u53'11" |
| 2                                            | John Degenkolb     | Giant-Shimano           | z.t.     |
| 3                                            | Gianni Meersman    | Omega Pharma-Quick-Step | z.t.     |
| 4                                            | José Joaquín Rojas | Movistar                | z.t.     |
| 5                                            | Tyler Farrar       | Garmin-Sharp            | z.t.     |
| 6                                            | Bryan Coquard      | Europcar                | z.t.     |
| 7                                            | Luca Wackermann    | Lampre-Merida           | z.t.     |
| 8                                            | Fabio Felline      | Trek Factory Racing     | z.t.     |
| 9                                            | Fabio Sabatini     | Cannondale              | z.t.     |
| 10                                           | Francesco Gavazzi  | Astana                  | z.t.     |
|                                              |                    |                         |          |
| 21                                           | Lars Boom          | Belkin Pro Cycling      | z.t.     |

| Algemeen klassement |                    |                         |          |
| Plaats              | Naam               | Ploeg                   | Tijd     |
| Gele trui           | Nacer Bouhanni     | FDJ.fr                  | 3u53'01" |
| 2                   | Gianni Meersman    | Omega Pharma-Quick-Step | +1"      |
| 3                   | John Degenkolb     | Giant-Shimano           | +4"      |
| 4                   | Greg Van Avermaet  | BMC Racing Team         | +8"      |
| 5                   | Geraint Thomas     | Sky ProCycling          | +9"      |
| 6                   | Sylvain Chavanel   | IAM Cycling             | z.t.     |
| 7                   | José Joaquín Rojas | Movistar                | +10"     |
| 8                   | Tyler Farrar       | Garmin-Sharp            | z.t.     |
| 9                   | Bryan Coquard      | Europcar                | z.t.     |
| 10                  | Luca Wackermann    | Lampre-Merida           | z.t.     |
|                     |                    |                         |          |
| 22                  | Lars Boom          | Belkin Pro Cycling      | z.t.     |

### 2e etappe

#### Verloop
Al na twee kilometer reed de ontsnapping van de dag weg uit het peloton. Het tweetal Anthony Delaplace en Aleksejs Saramotins wist zich vrijwel direct te bevrijden voor een dag in de aanval. Het duo vergaarde een maximale voorsprong van twaalf minuten.
De sprintploegen namen vandaag de teugels van het peloton in handen. FDJ.fr – van klassementsleider Nacer Bouhanni, Omega Pharma-Quick-Step en Giant-Shimano reden gecontroleerd op kop.
Op achttien kilometer van het einde passeerde het peloton de aankomstzone. Van de maximale voorsprong van de leiders waren inmiddels bijna tien minuten afgesnoept.
Ondanks vurig achtervolgwerk van twee Giant-Shimano-renners liep de voorsprong niet snel genoeg terug. Met nog 12 kilometer te gaan doofde de kaars van Delaplace. De Fransman kon het tempo niet meer volgen, waardoor Saramotins solo verder moest.
Op negen kilometer van de finish werd het peloton opgeschrikt door een valpartij. Onder andere Lars Boom, Gianni Meersman en Tyler Farrar smakten tegen het asfalt.
Het peloton werd inmiddels geleid door Thomas Voeckler en Simon Gerrans. Na bijna tweehonderd kilometer werd met nog drie kilometer te rijden de Let Saramotins ingelopen.
In een zéér langgerekte sprint vloerde de nummer twee van Kuurne-Brussel-Kuurne met allure John Degenkolb en Nacer Bouhanni. In het algemeen klassement is Hofland opgeklommen naar de derde plaats.
| Rambouillet - Saint-Georges-sur-Baulche (205 km) |                    |                              |          |
| Plaats                                           | Naam               | Ploeg                        | Tijd     |
| Winnaar                                          | Moreno Hofland     | Belkin Pro Cycling           | 4u53'46" |
| 2                                                | John Degenkolb     | Giant-Shimano                | z.t.     |
| 3                                                | Nacer Bouhanni     | FDJ.fr                       | z.t.     |
| 4                                                | Alexander Kristoff | Katjoesja                    | z.t.     |
| 5                                                | Thor Hushovd       | BMC Racing Team              | z.t.     |
| 6                                                | Bryan Coquard      | Europcar                     | z.t.     |
| 7                                                | Armindo Fonseca    | Bretagne-Séché Environnement | z.t.     |
| 8                                                | Tony Gallopin      | Lotto-Belisol                | z.t.     |
| 9                                                | Jens Keukeleire    | Orica-GreenEdge              | z.t.     |
| 10                                               | José Joaquín Rojas | Movistar                     | z.t.     |

| Algemeen klassement |                    |                    |          |
| Plaats              | Naam               | Ploeg              | Tijd     |
| Gele trui           | Nacer Bouhanni     | FDJ.fr             | 8u46'43" |
| 2                   | John Degenkolb     | Giant-Shimano      | + 2"     |
| 3                   | Moreno Hofland     | Belkin Pro Cycling | + 4"     |
| 4                   | Geraint Thomas     | Sky ProCycling     | + 13"    |
| 5                   | Bryan Coquard      | Europcar           | + 14"    |
| 6                   | José Joaquín Rojas | Movistar           | z.t.     |
| 7                   | Alexander Kristoff | Katjoesja          | z.t.     |
| 8                   | Nikolaj Troesov    | Tinkoff-Saxo       | z.t.     |
| 9                   | Samuel Dumoulin    | AG2R-La Mondiale   | z.t.     |
| 10                  | Jens Keukeleire    | Orica-GreenEdge    | z.t.     |

### 3e etappe
| Toucy - Circuit de Nevers Magny-Cours (180 km) |                    |                         |          |
| Plaats                                         | Naam               | Ploeg                   | Tijd     |
| Winnaar                                        | John Degenkolb     | Giant-Shimano           | 4u27'26" |
| 2                                              | Matthew Goss       | Orica-GreenEdge         | z.t.     |
| 3                                              | José Joaquín Rojas | Movistar                | z.t.     |
| 4                                              | Borut Božič        | Astana                  | z.t.     |
| 5                                              | Tom Boonen         | Omega Pharma-Quick-Step | z.t.     |
| 6                                              | Alexander Kristoff | Katjoesja               | z.t.     |
| 7                                              | Nacer Bouhanni     | FDJ.fr                  | z.t.     |
| 8                                              | Thor Hushovd       | BMC Racing Team         | z.t.     |
| 9                                              | Gert Steegmans     | Omega Pharma-Quick-Step | z.t.     |
| 10                                             | Moreno Hofland     | Belkin Pro Cycling      | z.t.     |

| Algemeen klassement |                    |                    |           |
| Plaats              | Naam               | Ploeg              | Tijd      |
| Gele trui           | John Degenkolb     | Giant-Shimano      | 13u14'01" |
| 2                   | Nacer Bouhanni     | FDJ.fr             | +8"       |
| 3                   | Moreno Hofland     | Belkin Pro Cycling | +12"      |
| 4                   | José Joaquín Rojas | Movistar           | +18"      |
| 5                   | Geraint Thomas     | Sky ProCycling     | +21"      |
| 6                   | Bryan Coquard      | Europcar           | +22"      |
| 7                   | Alexander Kristoff | Katjoesja          | z.t.      |
| 8                   | Nikolaj Troesov    | Tinkoff-Saxo       | z.t.      |
| 9                   | Samuel Dumoulin    | AG2R-La Mondiale   | z.t.      |
| 10                  | Marco Marcato      | Cannondale         | z.t.      |
|                     |                    |                    |           |
| 11                  | Jens Keukeleire    | Orica-GreenEdge    | z.t.      |

### 4e etappe
| Nevers - Belleville - (201,5 km) |                    |                         |          |
| Plaats                           | Naam               | Ploeg                   | Tijd     |
| Winnaar                          | Tom-Jelte Slagter  | Garmin-Sharp            | 5u00'09" |
| 2                                | Geraint Thomas     | Sky ProCycling          | z.t.     |
| 3                                | Wilco Kelderman    | Belkin Pro Cycling      | +5"      |
| 4                                | Michael Matthews   | Orica-GreenEdge         | z.t.     |
| 5                                | Zdeněk Štybar      | Omega Pharma-Quick-Step | z.t.     |
| 6                                | Arthur Vichot      | FDJ.fr                  | z.t.     |
| 7                                | Peter Velits       | BMC Racing Team         | z.t.     |
| 8                                | José Joaquín Rojas | Movistar                | z.t.     |
| 9                                | Cyril Gautier      | Europcar                | z.t.     |
| 10                               | Samuel Dumoulin    | AG2R-La Mondiale        | z.t.     |
|                                  |                    |                         |          |
| 14                               | Tim Wellens        | Lotto-Belisol           | z.t.     |

| Algemeen klassement |                         |                         |           |
| Plaats              | Naam                    | Ploeg                   | Tijd      |
| Gele trui           | Geraint Thomas          | Sky ProCycling          | 18u14'25" |
| 2                   | John Degenkolb          | Giant-Shimano           | +3"       |
| 3                   | Tom-Jelte Slagter       | Garmin-Sharp            | +4"       |
| 4                   | José Joaquín Rojas      | Movistar                | +8"       |
| 5                   | Samuel Dumoulin         | AG2R-La Mondiale        | +12"      |
| 6                   | Wilco Kelderman         | Belkin Pro Cycling      | +15"      |
| 7                   | Carlos Alberto Betancur | AG2R-La Mondiale        | +17"      |
| 8                   | Zdeněk Štybar           | Omega Pharma-Quick-Step | +19"      |
| 9                   | Cyril Gautier           | Europcar                | z.t.      |
| 10                  | Arnold Jeannesson       | FDJ.fr                  | z.t.      |
|                     |                         |                         |           |
| 20                  | Jan Bakelants           | Omega Pharma-Quick-Step | +19"      |

### 5e etappe
| Crêches-sur-Saône - Rive-de-Gier (152,5km) |                             |                         |          |
| Plaats                                     | Naam                        | Ploeg                   | Tijd     |
| Winnaar                                    | Carlos Alberto Betancur     | AG2R-La Mondiale        | 3u38'15" |
| 2                                          | Bob Jungels                 | Trek Factory Racing     | z.t.     |
| 3                                          | Jakob Fuglsang              | Astana                  | z.t.     |
| 4                                          | Bryan Coquard               | Europcar                | +2"      |
| 5                                          | Tom Boonen                  | Omega Pharma-Quick-Step | z.t.     |
| 6                                          | Reinardt Janse van Rensburg | Giant-Shimano           | z.t.     |
| 7                                          | Tony Gallopin               | Lotto-Belisol           | z.t.     |
| 8                                          | Greg Van Avermaet           | BMC Racing Team         | z.t.     |
| 9                                          | Borut Božič                 | Astana                  | z.t.     |
| 10                                         | Marco Marcato               | Cannondale              | z.t.     |
|                                            |                             |                         |          |
| 15                                         | Moreno Hofland              | Belkin Pro Cycling      | z.t.     |

| Algemeen klassement |                         |                         |           |
| Plaats              | Naam                    | Ploeg                   | Tijd      |
| Gele trui           | Geraint Thomas          | Sky ProCycling          | 21u52'42" |
| 2                   | John Degenkolb          | Giant-Shimano           | +3"       |
| 3                   | Tom-Jelte Slagter       | Garmin-Sharp            | +4"       |
| 4                   | Carlos Alberto Betancur | AG2R-La Mondiale        | +5"       |
| 5                   | José Joaquín Rojas      | Movistar                | +8"       |
| 6                   | Jakob Fuglsang          | Astana                  | +13"      |
| 7                   | Jan Bakelants           | Omega Pharma-Quick-Step | z.t.      |
| 8                   | Wilco Kelderman         | Belkin Pro Cycling      | +15"      |
| 9                   | Zdeněk Štybar           | Omega Pharma-Quick-Step | +19"      |
| 10                  | Cyril Gautier           | Europcar                | z.t.      |

### 6e etappe
| Saint-Saturnin-lès-Avignon - Fayence - (221,5 km) |                         |                         |          |
| Plaats                                            | Naam                    | Ploeg                   | Tijd     |
| Winnaar                                           | Carlos Alberto Betancur | AG2R-La Mondiale        | 5u12'11" |
| 2                                                 | Rui Costa               | Lampre-Merida           | z.t.     |
| 3                                                 | Zdeněk Štybar           | Omega Pharma-Quick-Step | +3"      |
| 4                                                 | Geraint Thomas          | Sky ProCycling          | z.t.     |
| 5                                                 | Arthur Vichot           | FDJ.fr                  | z.t.     |
| 6                                                 | Cyril Gautier           | Europcar                | +7"      |
| 7                                                 | Jakob Fuglsang          | Astana                  | z.t.     |
| 8                                                 | Tony Gallopin           | Lotto-Belisol           | z.t.     |
| 9                                                 | Stefan Denifl           | IAM Cycling             | z.t.     |
| 10                                                | Gorka Izagirre          | Movistar                | +11"     |
|                                                   |                         |                         |          |
| 15                                                | Jan Bakelants           | Omega Pharma-Quick-Step | z.t.     |
| 34                                                | Wilco Kelderman         | Belkin Pro Cycling      | +41"     |

| Algemeen klassement |                         |                         |           |
| Plaats              | Naam                    | Ploeg                   | Tijd      |
| Gele trui           | Carlos Alberto Betancur | AG2R-La Mondiale        | 27u04'48" |
| 2                   | Geraint Thomas          | Sky ProCycling          | +8"       |
| 3                   | Rui Costa               | Lampre-Merida           | +18"      |
| 4                   | Zdeněk Štybar           | Omega Pharma-Quick-Step | +22"      |
| 5                   | José Joaquín Rojas      | Movistar                | +24"      |
| 6                   | Jakob Fuglsang          | Astana                  | +25"      |
| 7                   | Arthur Vichot           | FDJ.fr                  | +27"      |
| 8                   | Jan Bakelants           | Omega Pharma-Quick-Step | +29"      |
| 9                   | Cyril Gautier           | Europcar                | +31"      |
| 10                  | Stefan Denifl           | IAM Cycling             | z.t.      |
|                     |                         |                         |           |
| 21                  | Wilco Kelderman         | Belkin Pro Cycling      | +1'01"    |

### 7e etappe
| Mougins - Biot (Sophia Antipolis) - (195,5 km) |                         |                         |          |
| Plaats                                         | Naam                    | Ploeg                   | Tijd     |
| Winnaar                                        | Tom-Jelte Slagter       | Garmin-Sharp            | 5u00'05" |
| 2                                              | Rui Costa               | Lampre-Merida           | z.t.     |
| 3                                              | Carlos Alberto Betancur | AG2R-La Mondiale        | z.t.     |
| 4                                              | José Joaquín Rojas      | Movistar                | z.t.     |
| 5                                              | Arthur Vichot           | FDJ.fr                  | z.t.     |
| 6                                              | Tony Gallopin           | Lotto-Belisol           | z.t.     |
| 7                                              | Stefan Denifl           | IAM Cycling             | z.t.     |
| 8                                              | Zdeněk Štybar           | Omega Pharma-Quick-Step | z.t.     |
| 9                                              | Jakob Fuglsang          | Astana                  | z.t.     |
| 10                                             | Peter Velits            | BMC Racing Team         | z.t.     |
|                                                |                         |                         |          |
| 20                                             | Jan Bakelants           | Omega Pharma-Quick-Step | +7"      |

| Algemeen klassement |                         |                         |           |
| Plaats              | Naam                    | Ploeg                   | Tijd      |
| Gele trui           | Carlos Alberto Betancur | AG2R-La Mondiale        | 32u04'49" |
| 2                   | Rui Costa               | Lampre-Merida           | +14"      |
| 3                   | Zdeněk Štybar           | Omega Pharma-Quick-Step | +26"      |
| 4                   | José Joaquín Rojas      | Movistar                | +27"      |
| 5                   | Jakob Fuglsang          | Astana                  | +29"      |
| 6                   | Arthur Vichot           | FDJ.fr                  | +31"      |
| 7                   | Cyril Gautier           | Europcar                | +35"      |
| 8                   | Stefan Denifl           | IAM Cycling             | z.t.      |
| 9                   | Peter Velits            | BMC Racing Team         | +39"      |
| 10                  | Simon Špilak            | Katjoesja               | z.t.      |
|                     |                         |                         |           |
| 11                  | Jan Bakelants           | Omega Pharma-Quick-Step | +40"      |
| 16                  | Wilco Kelderman         | Belkin Pro Cycling      | +1'05"    |

### 8e etappe
| Nice - Nice - (128 km) |                         |                              |          |
| Plaats                 | Naam                    | Ploeg                        | Tijd     |
| Winnaar                | Arthur Vichot           | FDJ.fr                       | 3u06'56" |
| 2                      | José Joaquín Rojas      | Movistar                     | z.t.     |
| 3                      | Cyril Gautier           | Europcar                     | z.t.     |
| 4                      | Damiano Caruso          | Cannondale                   | z.t.     |
| 5                      | Wilco Kelderman         | Belkin Pro Cycling           | z.t.     |
| 6                      | Fränk Schleck           | Trek Factory Racing          | z.t.     |
| 7                      | Tom-Jelte Slagter       | Garmin-Sharp                 | z.t.     |
| 8                      | Carlos Alberto Betancur | AG2R-La Mondiale             | z.t.     |
| 9                      | George Bennett          | Cannondale                   | z.t.     |
| 10                     | Eduardo Sepúlveda       | Bretagne-Séché Environnement | z.t.     |
|                        |                         |                              |          |
| 28                     | Maxime Monfort          | Lotto-Belisol                | +1'08"   |

## Eindklassementen
| Plaats    | Naam                  | Ploeg                        | Tijd      |
| --------- | --------------------- | ---------------------------- | --------- |
| Gele trui | Carlos Betancurt      | AG2R-La Mondiale             | 35u11'45" |
| 2         | Rui Costa             | Lampre-Merida                | +14"      |
| 3         | Arthur Vichot         | FDJ.fr                       | +20"      |
| 4         | José Joaquín Rojas    | Movistar                     | +21"      |
| 5         | Jakob Fuglsang        | Astana                       | +29"      |
| 6         | Cyril Gautier         | Europcar                     | +31"      |
| 7         | Stefan Denifl         | IAM Cycling                  | +35"      |
| 8         | Simon Špilak          | Katjoesja                    | +36"      |
| 9         | Peter Velits          | BMC Racing Team              | +39"      |
| 10        | Tony Gallopin         | Lotto-Belisol                | +41"      |
| 11        | Sébastien Reichenbach | IAM Cycling                  | +46"      |
| 12        | Gorka Izagirre        | Movistar                     | +50"      |
| 13        | Wilco Kelderman       | Belkin Pro Cycling           | +1'05"    |
| 14        | Damiano Caruso        | Cannondale                   | +1'12"    |
| 15        | Zdeněk Štybar         | Omega Pharma-Quick-Step      | +1'33"    |
| 16        | Tom-Jelte Slagter     | Garmin-Sharp                 | +1'37"    |
| 17        | Jan Bakelants         | Omega Pharma-Quick-Step      | +1'57"    |
| 18        | Bob Jungels           | Trek Factory Racing          | +2'05"    |
| 19        | Jon Izagirre          | Movistar                     | +2'06"    |
| 20        | Eduardo Sepúlveda     | Bretagne-Séché Environnement | +2'09"    |

| Plaats      | Naam               | Ploeg                   | Punten |
| ----------- | ------------------ | ----------------------- | ------ |
| Groene trui | John Degenkolb     | Giant-Shimano           | 44     |
| 2           | Carlos Betancurt   | AG2R-La Mondiale        | 42     |
| 3           | José Joaquín Rojas | Movistar                | 40     |
|             |                    |                         |        |
| 4           | Tom-Jelte Slagter  | Garmin-Sharp            | 34     |
| 21          | Jan Bakelants      | Omega Pharma-Quick-Step | 6      |

| Plaats        | Naam             | Ploeg           | Punten |
| ------------- | ---------------- | --------------- | ------ |
| Bolletjestrui | Pim Ligthart     | Lotto-Belisol   | 44     |
| 2             | Mathias Frank    | IAM Cycling     | 25     |
| 3             | Sylvain Chavanel | IAM Cycling     | 20     |
|               |                  |                 |        |
| 27            | Jens Keukeleire  | Orica-GreenEdge | 5      |

| Plaats     | Naam                  | Ploeg              | Punten    |
| ---------- | --------------------- | ------------------ | --------- |
| Witte trui | Carlos Betancurt      | AG2R-La Mondiale   | 35u11'45" |
| 2          | Sébastien Reichenbach | IAM Cycling        | +46"      |
| 3          | Wilco Kelderman       | Belkin Pro Cycling | +1'05"    |

| Plaats | Ploeg              | Tijd       |
| ------ | ------------------ | ---------- |
|        | Movistar           | 105u37'05" |
| 2      | AG2R-La Mondiale   | +2'34"     |
| 3      | IAM Cycling        | +4'12"     |
|        |                    |            |
| 6      | Lotto-Belisol      | +9'41"     |
| 13     | Belkin Pro Cycling | +27'35"    |

## Klassementenverloop
| Etappe       | Winnaar                 | Algemeen klassement ·   | Puntenklassement · | Bergklassement ·   | Jongerenklassement ·    | Ploegenklassement ·     |
| ------------ | ----------------------- | ----------------------- | ------------------ | ------------------ | ----------------------- | ----------------------- |
| 1            | Nacer Bouhanni          | Nacer Bouhanni          | Nacer Bouhanni     | Christophe Laborie | Nacer Bouhanni          | Omega Pharma-Quick-Step |
| 2            | Moreno Hofland          | Nacer Bouhanni          | Nacer Bouhanni     | Christophe Laborie | Nacer Bouhanni          | AG2R-La Mondiale        |
| 3            | John Degenkolb          | John Degenkolb          | John Degenkolb     | Christophe Laborie | John Degenkolb          | Katjoesja               |
| 4            | Tom-Jelte Slagter       | Geraint Thomas          | John Degenkolb     | Valerio Agnoli     | John Degenkolb          | AG2R-La Mondiale        |
| 5            | Carlos Alberto Betancur | Geraint Thomas          | John Degenkolb     | Sylvain Chavanel   | John Degenkolb          | AG2R-La Mondiale        |
| 6            | Carlos Alberto Betancur | Carlos Alberto Betancur | John Degenkolb     | Sylvain Chavanel   | Carlos Alberto Betancur | Movistar                |
| 7            | Tom-Jelte Slagter       | Carlos Alberto Betancur | John Degenkolb     | Pim Ligthart       | Carlos Alberto Betancur | Movistar                |
| 8            | Arthur Vichot           | Carlos Alberto Betancur | John Degenkolb     | Pim Ligthart       | Carlos Alberto Betancur | Movistar                |
| 0Eindstanden | 0Eindstanden            | Carlos Alberto Betancur | John Degenkolb     | Pim Ligthart       | Carlos Alberto Betancur | Movistar                |

1933 · 1934 · 1935 · 1936 · 1937 · 1938 · 1939 · 1940-1945 · 1946 · 1947-1950 · 1951 · 1952 · 1953 · 1954 · 1955 · 1956 · 1957 · 1958 · 1959 · 1960 · 1961 · 1962 · 1963 · 1964 · 1965 · 1966 · 1967 · 1968 · 1969 · 1970 · 1971 · 1972 · 1973 · 1974 · 1975 · 1976 · 1977 · 1978 · 1979 · 1980 · 1981 · 1982 · 1983 · 1984 · 1985 · 1986 · 1987 · 1988 · 1989 · 1990 · 1991 · 1992 · 1993 · 1994 · 1995 · 1996 · 1997 · 1998 · 1999 · 2000 · 2001 · 2002 · 2003 · 2004 · 2005 · 2006 · 2007 · 2008 · 2009 · 2010 · 2011 · 2012 · 2013 · 2014 · 2015 · 2016 · 2017 · 2018 · 2019 · 2020 · 2021 · 2022 · 2023 · 2024 · 2025
 Tour Down Under · 
 Parijs-Nice · 
 Tirreno-Adriatico · 
 Milaan-San Remo · 
 Ronde van Catalonië · 
 E3 Harelbeke · 
 Gent-Wevelgem · 
 Ronde van Vlaanderen · 
 Ronde van het Baskenland · 
 Parijs-Roubaix · 
 Amstel Gold Race · 
 Waalse Pijl · 
 Luik-Bastenaken-Luik · 
 Ronde van Romandië · 
 Ronde van Italië · 
 Critérium du Dauphiné · 
 Ronde van Zwitserland · 
 Ronde van Frankrijk · 
 Clásica San Sebastián · 
 Ronde van Polen · 
  Eneco Tour · 
 Ronde van Spanje · 
 Vattenfall Cyclassics · 
 GP Ouest France-Plouay · 
 Grote Prijs van Quebec · 
 Grote Prijs van Montreal · 
 UCI Ploegentijdrit · 
 Ronde van Lombardije · 
 Ronde van Peking